# Curupira

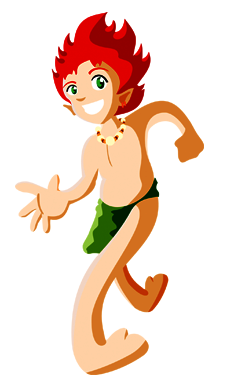
Representação artística do curupira

Curupira ou currupira é uma figura do folclore brasileiro, de origem amazônica, caracterizado como uma entidade das matas. De acordo com as lendas culturais, esta criatura tem cabelo vermelho/laranja brilhante, embora seu cabelo também possa se acender e tornar-se em fogo-vivo. Ele assemelha-se a um homem ou a um anão, mas seus pés estão virados para trás, como forma de confundir os caçadores sem escrúpulos, já que deixam rastro enganoso. Também, é famoso por ser o protetor das florestas e por castigar aqueles que fazem mal a elas. É um dos mitos mais antigos do Brasil.
O curupira vive na floresta e tem os pés para trás para criar pegadas que levam ao seu ponto de partida, confundindo caçadores e viajantes. Além disso, também pode criar ilusões e produzir um som semelhante a um apito agudo, para assustar e levar sua vítima à loucura. É comum retratar um curupira montando um caititu, bem parecido com outra criatura brasileira chamada Caipora.
Foi a primeira figura da história do folclore a ser documentada no Brasil.

## Etimologia
O termo "Curupira" procede do tupi Kurupira, que significa "o coberto de pústulas". Segundo Eduardo Navarro, especialista em tupi antigo, o termo se origina da contração entre kuruba, "sarna" ou "verruga", e pira, "pele", significando, portanto, "pele de sarna" ou "pele de verrugas".

## História
Um dos mais populares entes fantásticos das matas brasileiras, o curupira é um anão de cabeleira ruiva, pés ao inverso, calcanhares para a frente. A mais antiga menção de seu nome é de José de Anchieta, em São Vicente, em 30 de maio de 1560:  
É cousa sabida e pela bôca de todos corre que ha certos demonios, a que os Brasis chamam corupira, que acometem aos Indios muitas vezes no mato, dão-lhes de açoites, machucam-os e matam-os. São testemunhas disto os nossos Irmãos, que viram algumas vezes os mortos por eles. Por isso, costumam os Indios deixar em certo caminho, que por asperas brenhas vai ter ao interior das terras, no cume da mais alta montanha, quando por cá passam, penas de aves, abanadores, flechas e outras cousas semelhantes como uma especie de oblação, rogando fervorosamente aos curupiras que não lhes façam mal. 

## Na cultura popular
Em 2025, o governo brasileiro escolheu o curupira como mascote da 30.ª Conferência das Nações Unidas sobre as Mudanças Climáticas, a ser realizada em Belém, Pará.